# Edward V York
Edward V (ur. 2 listopada 1470 w Opactwie Westminsterskim, zm. prawdopodobnie 1483) – król Anglii od kwietnia do czerwca 1483 r., najstarszy syn króla Anglii Edwarda IV z dynastii Yorków i Elżbiety Woodville. Edward V jest, obok Jane Grey i Edwarda VIII, jednym z trojga niekoronowanych władców Anglii.

## Pochodzenie
Urodził się 2 listopada 1470 r. w Opactwie Westminsterskim jako pierwszy syn Edwarda IV i jego żony Elżbiety Woodville. Urodził się w opactwie, gdyż jego matka schroniła się za murami sanktuarium przed stronnikami Lancasterów, którzy w latach 1470–1471 przejęli władzę w Anglii. Przy porodzie obecna była  matka królowej Jakobina Luksemburska. Narodziny następcy Edwarda IV dała Yorkom nadzieję na szybki powrót do władzy.
Miał dwóch młodszych braci: Ryszarda i Jerzego (który zmarł w wieku 2 lat) oraz siedem sióstr (m.in. Elżbietę). Jego przyrodnimi braćmi ze strony matki byli Thomas Grey i Richard Grey. Dodatkowo Edward IV miał co najmniej dwoje pozamałżeńskich dzieci.

## Książę Walii
11 czerwca 1471 r. roczny Edward otrzymał tytuł księcia Walii i hrabiego Chester. 3 lipca 1471 r. został oficjalnie uznany za dziedzica tronu Anglii. Niedługo później wysłano go do zamku w Ludlow, gdzie został nominalnym zarządcą Marchii Walijskich.
Od 1473 r. jego opiekunem został brat królowej Anthony Woodville. Otoczenie księcia zostało zdominowane przez Woodville’ów, krewniaków królowej, którzy uzyskali w ten sposób wpływy u młodego księcia.
Decyzją Edwarda IV przewodniczącą książęcej rady Edwarda V została jego matka.

## Krótkie panowanie
W kwietniu 1483 r. do Ludlow przybył z Londynu goniec z wieścią, że 9 kwietnia zmarł król Edward IV. Królowa-matka wezwała swego brata aby jak najszybciej przywiózł jej syna do Londynu na koronację. Młody książę Walii stał się królem Edwardem V, jednak do czasu jego pełnoletniości realną władzę miał sprawować lord protektor. Funkcję tę Edward powierzył w swoim testamencie bratu, Ryszardowi, księciu Gloucester, jednak znajdujący się u władzy Woodville’owie, którzy nie darzyli sympatią Ryszarda, postanowili mianować lordem protektorem Riversa albo jego siostrzeńca, przyrodniego brata króla Edwarda, markiza Dorset Thomasa Greya.
Koronację zaplanowano na 4 maja 1483 r. Edward V, pod eskortą swego wuja i przyrodniego brata Richarda Greya (oraz armii złożonej z 2 tysięcy ludzi), wyruszył do Londynu w ostatnim tygodniu kwietnia 1483 r.
Ryszard był w kontakcie z hrabią Rivers i planował wspólnie z nim wkroczyć do Londynu z nowym królem na czele. Książę Gloucester i jego sojusznik, książę Buckingham (mąż ciotki króla Catherine Woodville), obawiając się wpływów rodziny królowej przecięli drogę orszakowi w Northampton. Wuj i przyrodni brat króla zostali aresztowani na polecenie Ryszarda.  Król protestował, jednak bezskutecznie. Opiekę nad Edwardem roztoczył Gloucester, który oficjalnie ogłosił się lordem protektorem, i wraz z królem wkroczył do Londynu ogłaszając, że koronacja zostanie przełożona na 22 czerwca 1483 r.
Królowa-matka na wieść o uwięzieniu swego brata i syna z pierwszego małżeństwa uciekła do sanktuarium zabierając ze sobą pozostałe przy życiu córki (Elżbietę, Cecylię, Annę, Katarzynę i Brygidę), księcia Yorku Ryszarda (obecnie następcę swego brata) a także swego pierworodnego syna markiza Dorset Thomasa Greya.
3 maja 1483 r. w St Albans, w drodze do Londynu, Edward po raz pierwszy użył swoich królewskich prerogatyw, nadając probostwo Pembrigge swojemu wychowawcy Johnowi Geffreyowi.
Młody król na polecenie Ryszarda zamieszkał w Tower. 16 czerwca 1483 r. dołączył do niego jego brat Ryszard, oddany przez Elżbietę Woodville pod presją Lorda Protektora.
Po paru tygodniach sprawowania regencji Gloucester zdecydował się przejąć tron. 22 czerwca 1483 zażądał korony dla siebie. Ogłosił, że dzieci Edwarda i Elżbiety pochodziły z nieślubnego związku, gdyż Edward w momencie ślubu z królową był już związany przysięgą z lady Eleonorą Talbot (która jednak zmarła w 1468 r., 2 lata przed narodzinami Edwarda). Zdominowany przez stronników księcia parlament uznał jego rację i 25 czerwca ogłosił detronizację Edwarda V. Korona przeszła na księcia Gloucester, od tej pory króla Ryszarda III.

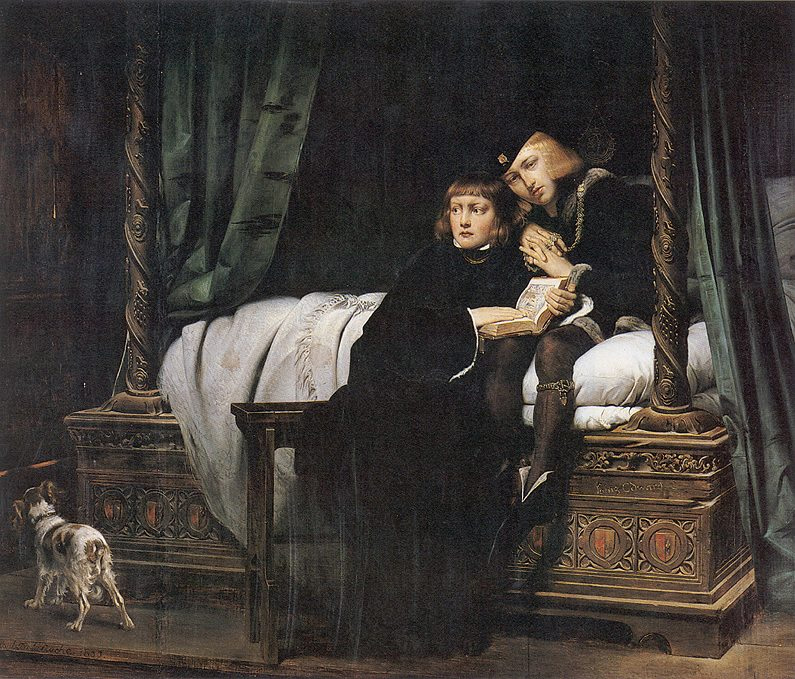
Edward i Ryszard w Tower, obraz Delaroche’a

## Tajemnica twierdzy Tower
Po detronizacji Edwarda, on jako były król i jego brat zostali odosobnieni w twierdzy Tower. Na początku lipca powstał spisek celem uwolnienia chłopców, jednak Ryszard III uprzedził fakty i nie dopuścił do jego realizacji. Przed sanktuarium, gdzie przebywała Elżbieta Woodville, postawił swego zaufanego człowieka aby uniemożliwić kontakty matce Edwarda z kimkolwiek z zewnątrz.
W lipcu 1483 r. Edwarda i Ryszarda widziano po raz ostatni bawiących się na dziedzińcu pałacowym. Jako potencjalnych morderców wymieniano króla Ryszarda III, rycerza Jamesa Tyrrella, Henryka VII Tudora lub jego matkę Małgorzatę Beaufort, Henryka Stafforda księcia Buckingham i księcia Norfolk, ale nikomu nie udowodniono winy.
Według jednego z kronikarzy, osoby bliskiej Ryszardowi III, we wrześniu 1483 roku książęta jeszcze żyli. Natomiast według zeznań sir Jamesa Tyrrella to on z polecenia Ryszarda zabił dzieci. Zeznania nigdy nie zostały podane do wiadomości publicznej, a rycerz nie został ukarany. Henryk VII nakazał kilkakrotnie przeszukać twierdzę Tower, ale nic tam nie znaleziono.
W 1674, podczas renowacji Tower, pod schodami prowadzącymi do kaplicy znaleziono dwa dziecięce szkielety, które uznano za szkielety Edwarda i Ryszarda. Król Karol II kazał je pochować w Westminsterze. W 1933 przeprowadzono specjalistyczne badania, które nie dały jednoznacznej odpowiedzi co do płci i wieku ofiar (jeden ze szkieletów był większy od drugiego i wielu kości brakowało). Królowa Elżbieta II kategorycznie odmówiła zgody na jakiekolwiek dalsze badania nad szkieletami.
W 1486 r. najstarsza siostra Edwarda Elżbieta została żoną następnego króla Anglii, Henryka VII.